# Veracruz (Veracruz)
Veracruz je město s přístavem v Mexiku, hlavní město stejnojmenném státu Veracruz na pobřeží v Mexickém zálivu. V roce 2015 zde žilo 537 936 obyvatel.
Aby se předešlo záměně se stejnojmenným státem, označuje se město někdy jako „Puerto de Veracruz“.

## Historie
Pod názvem Villa Rica de la Vera Cruz založil tuto první španělskou osadu na americkém kontinentu dobyvatel Hernán Cortés 22. dubna 1519. Stalo se tak na Velký pátek, v „Den pravého kříže“ (španělsky Vera Cruz). Prvním starostou a prvním Evropanem v této funkci se stal Juan de Escalante. Španělé se na pobřeží dokázali prosadit především díky Caciquelovi z Cempoaly, jemuž přezdívali „tlustý král“.

První Veracruz stál blízko aztéckého sídla Quiahuiztlán. Kvůli silným severním větrům musela být tato osada Vera Cruz v roce 1525 přesunuta na jih a bylo založeno nové město La Antigua, tzv. druhý Veracruz. 

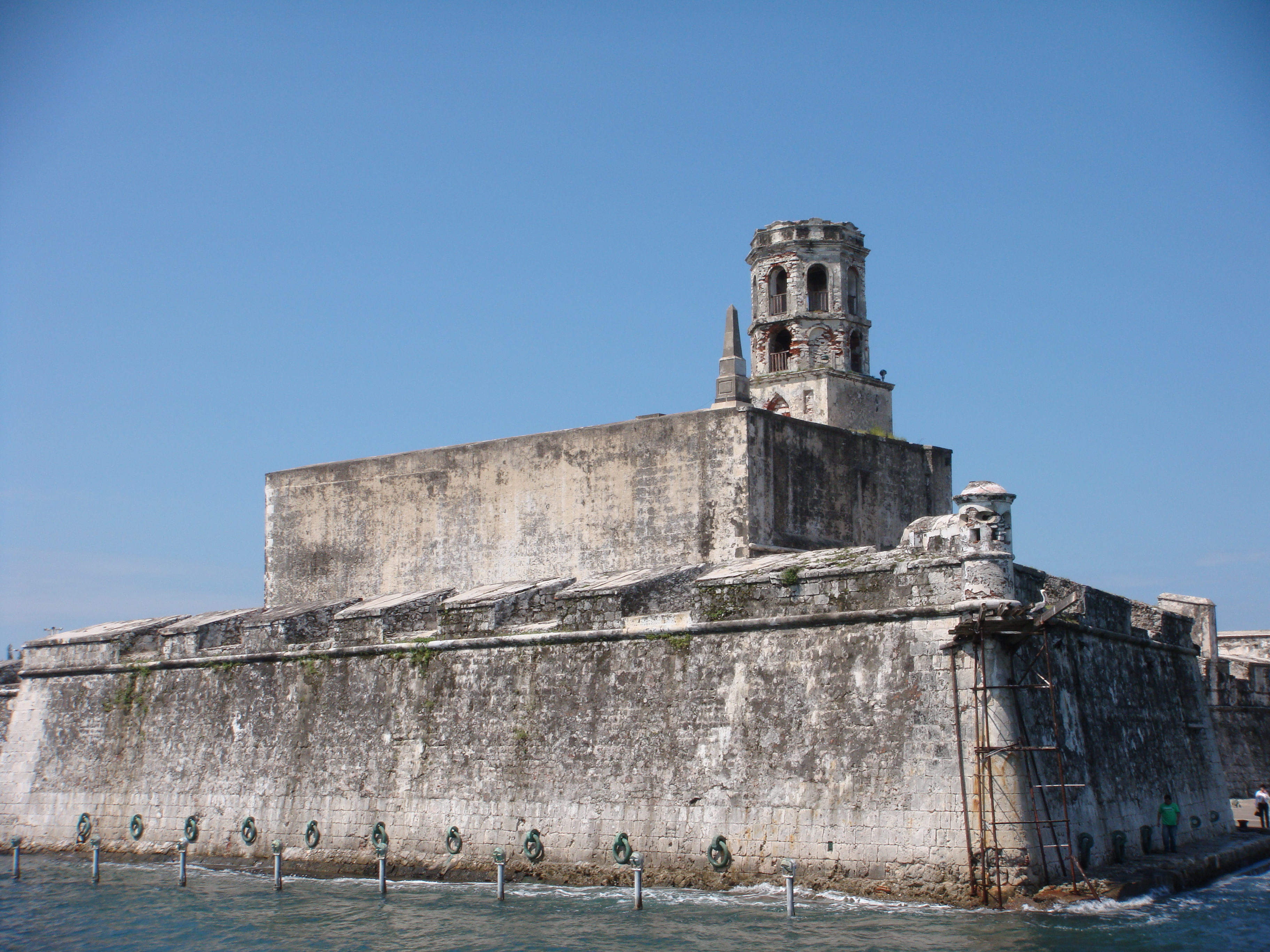
Pevnost San Juan de Ulúa

V roce 1585 začala stavba pevnosti San Juan de Ulúa, pevnosti, která dosud stojí naproti přístavu Veracruz. Třetí - současný Veracruz byl postaven kolem pevnosti. 
V noci ze 17. na 18. května 1683 nizozemský pirát Laurens de Graaf se svou tlupou mexické město přepadl, nahnal všechny obyvatele do kostela a celé město vyplenil a vydrancoval. Tento incident byl 18. června 1683 ohlášen do Madridu přežívající španělské administrativě, ale zůstal nepotrestán. Přibližně v téže době ve městě vznikla mexická lidová píseň La Bamba, známá později po celém světě.
Druhý a třetí Veracruz byly přístavy pro export mexického zlata a stříbra do Španělska. Drahé kovy byly základem bohatství tehdejšího Španělska jako světové velmoci.

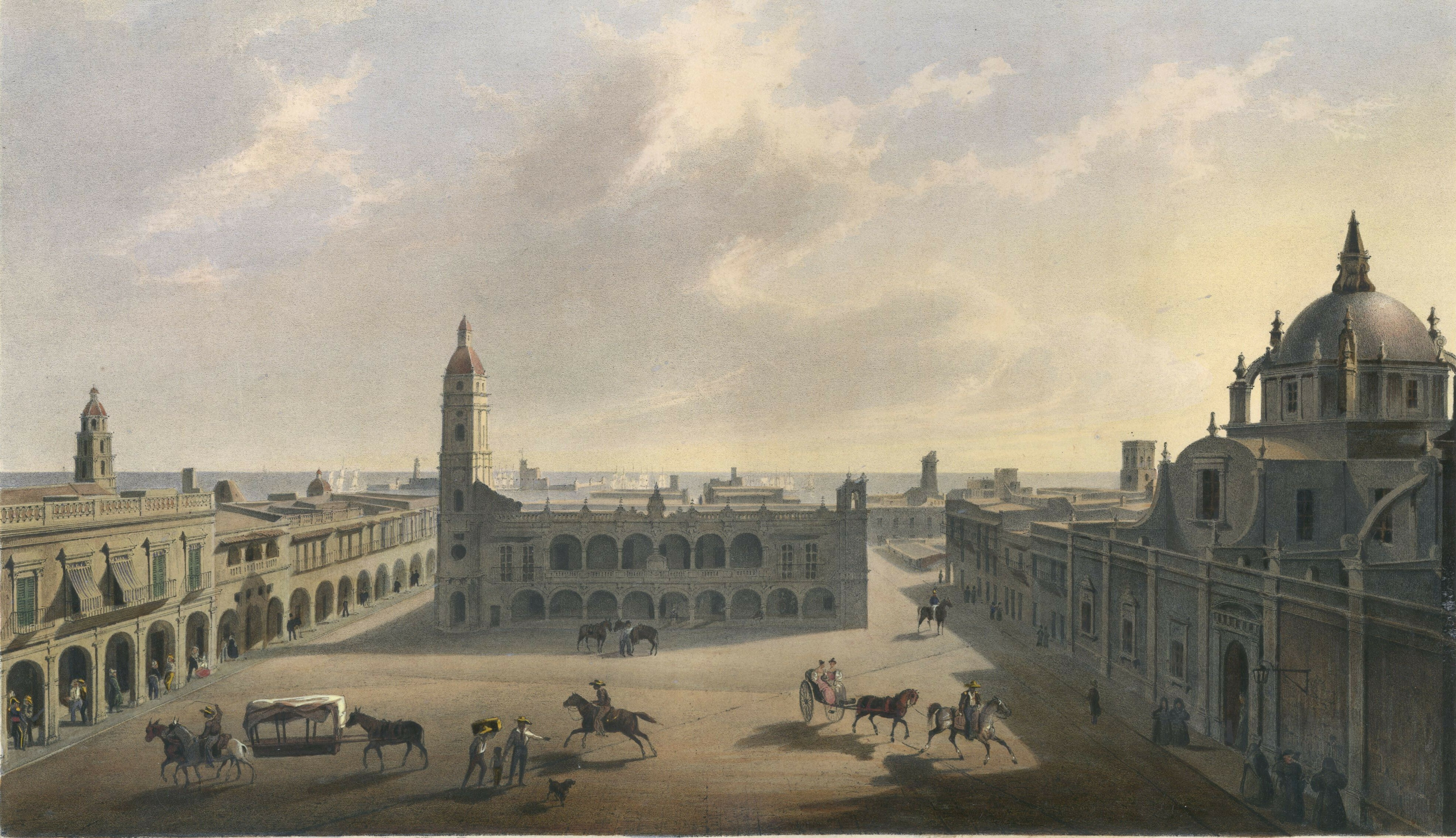
Centrum města s radnicí a katedrálou v roce 1835, litografie Carl Nebel

Během Mexicko-americké války v letech 1846–1848 bylo město obsazeno flotilou Spojených států. Po krátkém období první Mexické republiky a vládě habsburského císaře Maxmiliána I. († 1867) pokračoval rozvoj zemědělství, průmyslu a námořního obchodu. Roku 1915 Američaé okupovali přístav. Roku 1924 byl Veracruz prohlášen hlavním městem stejnojmenného státu, jímž je dosud. 
Za válečnou obranu město nese čestný titul Heroica Veracruz.

## Památky

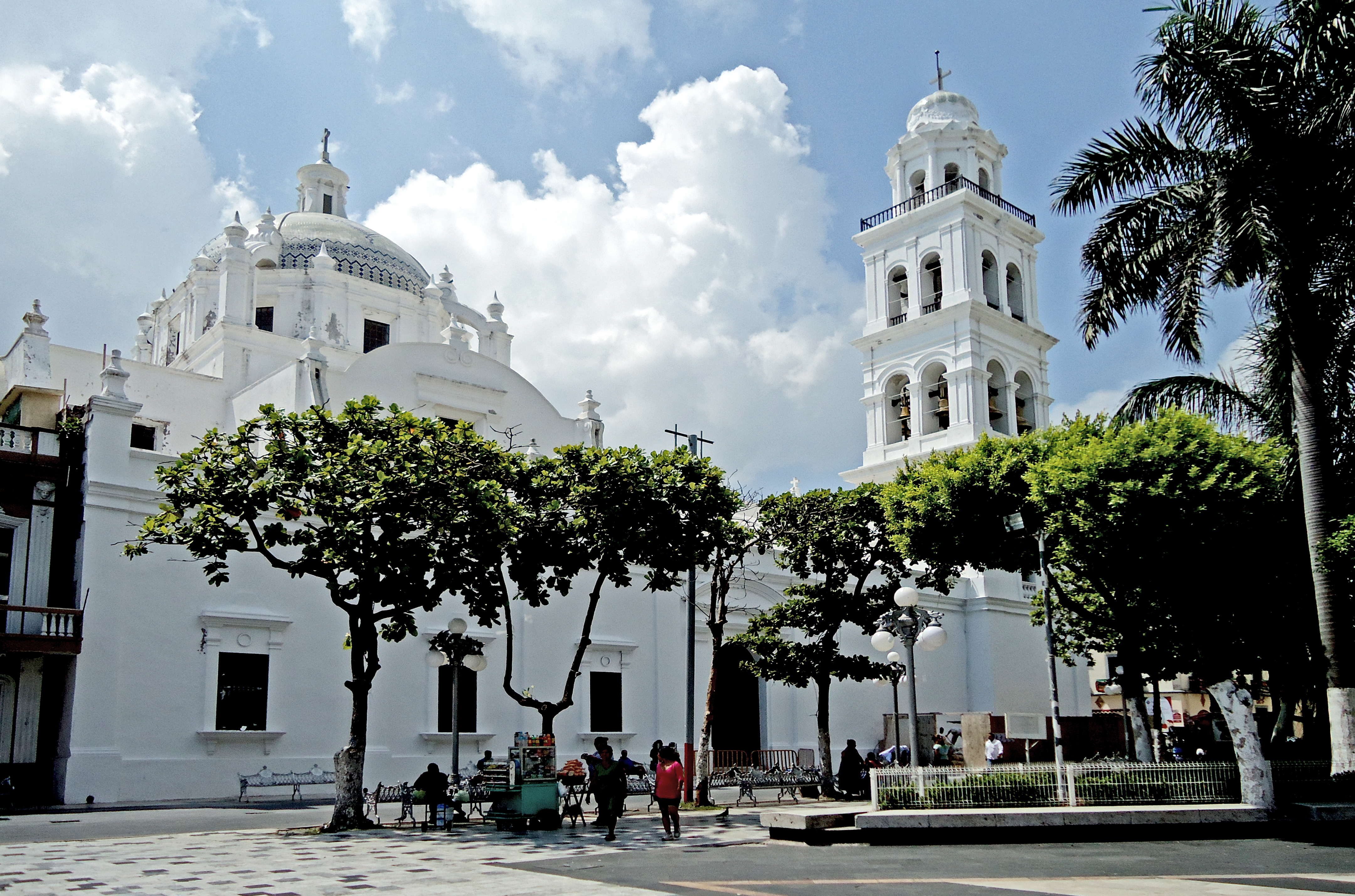
Katedrála

- Katedrála Nanebevzetí Panny Marie (Catedral de Nuestra Señora de la Asunción), barokní trojlodní bazilika s kupolí nad křížením postavená roku 1731 na základech ze 17. století; zčásti obnovená v 19. století a restaurovaná 2009-2013; od roku 1963 je sídlem biskupa nové diecéze Vera Cruz, kterou vytvořil papež Jan XXIII.; uvnitř visí (české ?) křišťálové lustry, darované rakouským císařem Františekm Josefem I.
- Kostel sv. Michala (Catedral San Miguel) a dalších 6 farních chrámů v místních částech města
- Pevnost San Juan de Ulúa, založená roku 1585
- Baluarte de Santiago - bastion sv. Jakuba, jediný ze sedmi bastionů opevnění přístavu z roku 1635, který odolal útoku pirátů a korzárů; nyní sídlo městského historického muzea, které vystavuje mimo jiné tzv. Poklad rybáře (Joyas del Pescador), sedmikilový soubor zlatých a stříbrných šperků z pravěkého pokladu Mixtéků

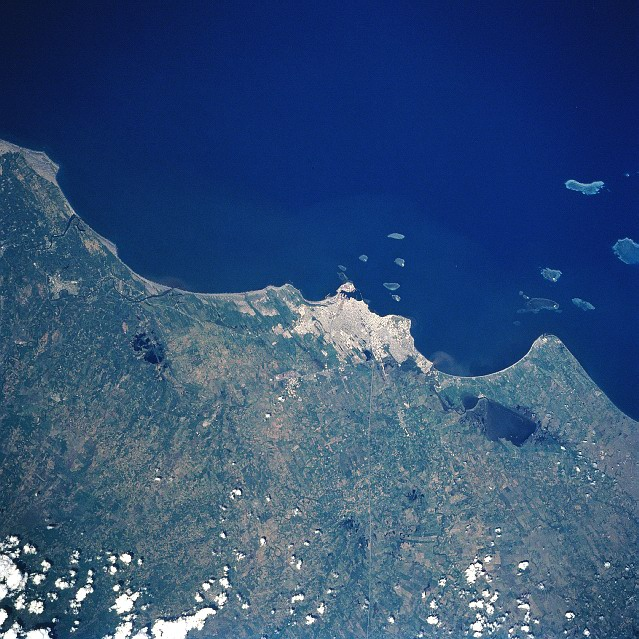
Pohled na město Veracruz z vesmíru (v červenci 1997)

- Renesanční radnice

## Kultura a vzdělání
- Instituto Veracruzano de la Cultura - od roku 1987 řídí každoroční taneční a hudební slavnosti (tance el son, salsa, marimba, la Bamba)
- Jarochos je srdečné vítání turistů
- Ve městě sídlí polytechnika a tři univerzity:
- Universidad Veracruzana je nejstarší a nezávislá škola státní; byla založena roku 1944, v současnosti má mezinárodní charakter a 5 campusů v různých mexických městech.[2]
- Univerzita Cristobala Colóna
- Quetzalcoatlova univerzita vědy a humanitních studií je privátní; její titul vychází z legendy o příjezdu Hernána Cortése, prvního bělocha v Mexiku, jehož Aztékové podle barvy pleti považovali za boha Quetzalcóatla.

## Rodáci
- Carlos Carús (1930–1997), fotbalista
- Hugo Guillermo Chávez (* 1976), fotbalista
- Francisco Javier Clavijero (1731–1787), spisovatel
- Monica Frassoni (* 1963), politička
- Luis Pirata de la Fuente (1914–1972), fotbalista
- Fernando de Fuentes (1894–1958), filmový režisér
- Miguel Lerdo de Tejada (1812–1861), politik
- Margot Rojas Mendoza (1903–1996), klavíristka a hudební pedagožka
- Mario Ruiz Armengol (1914–2002), skladatel, klavírista a dirigent
- Adolfo Ruiz Cortines (1890–1973), guvernér státu Veracruz a mexický prezident
- Toña la Negra (1912–1982), zpěvačka
- Alicia Urreta (1930–1986), hudební skladatelka
- Johannes Dallheimer (* 1994), německý politik

## Partnerská města
- Cádiz, Andalusie, Španělsko
- Tampa, Florida, Spojené státy americké
- Valencie, Španělsko
- Santos, São Paulo, Brazílie
- San Jose, Kalifornie, Spojené státy americké
- Galveston, Texas, USA